# Hultsfred (comuna)
Hultsfred (em sueco: Hultsfreds kommun) é uma comuna da Suécia localizada no condado de Calmar. Sua capital é a cidade de Hultsfred. Possui 1 122 quilômetros quadrados e segundo censo de 2018, havia 14 360.